# Onimusha 3: Demon Siege
Onimusha 3: Demon Siege, lançado no Japão e na Europa como Onimusha 3  (鬼武者3, Onimusha Surī), é um jogo de ação-aventura de 2004 desenvolvido e publicado pela Capcom. É o terceiro jogo da série Onimusha e foi lançado para PlayStation 2 em abril de 2004, e posteriormente, foi portado para Windows em dezembro de 2005. A história se concentra no retorno do herói, o espadachim Hidemitsu Samanosuke Akechi, que está em sua missão para derrotar seu inimigo, Nobunaga Oda, que deseja conquistar o Japão com seu exército de demônios conhecido como Genma. No entanto, Samanosuke troca de lugar com um oficial francês do futuro chamado Jacques Blanc, e ambos têm que se adaptar aos seus novos mundos para se livrarem do exército Genma e impedirem as ambições de Oda Nobunaga de conquistar o mundo.
O jogo mantém elementos de jogos anteriores da franquia, incluindo o uso de múltiplas armas especiais para combater os inimigos e absorver sua energia para aprimorar o armamento. Desta vez, o jogador controla principalmente Samanosuke e Jacques em cenários separados. Os dois conseguem trocar itens para resolver quebra-cabeças. O desenvolvimento deste jogo começou após o lançamento do PlayStation 2, o que permitiu à equipe trabalhar em um motor 3D para projetar fundos 3D. Para atrair o mercado ocidental, a equipe ambientou o jogo em Paris e escolheu o ator francês Jean Reno para interpretar Jacques.
Onimusha 3 foi geralmente bem recebido pelas publicações de jogos eletrônicos. A maioria dos elogios dos críticos se concentrou nos controles aprimorados e no uso de um motor 3D que permitiu melhores combates e visuais. Os críticos também elogiaram muito a cena de introdução em CGI, que contou com a lenda das artes marciais Donnie Yen dirigindo as cenas de luta. Uma das principais críticas foi a curta duração do jogo. O jogo também gerou boas vendas, com mais de 1,5 milhão de cópias vendidas em maio de 2008, embora, de acordo com a Capcom, não tenha vendido tanto quanto esperavam.

## Jogabilidade
Onimusha 3 é jogado em um ambiente em tempo real em vez de fundos pré-renderizados, embora a câmera ainda seja controlada pelo computador. A jogabilidade alterna entre Samanosuke lutando na Paris moderna e Jacques lutando no Japão feudal. Samanosuke luta usando armas de curto alcance, enquanto Jacques usa um chicote de energia, que também pode ser usado em determinados pontos para atravessar lacunas. Embora Samanosuke não possa fazer travessias como Jacques, ele é capaz de usar um arco para realizar ataques de longo alcance. Ambos os personagens também possuem habilidades defensivas conhecidas como Issen, que lhes permitem matar instantaneamente um inimigo atacando pouco antes dele fazer contato com seu ataque.
Samanosuke e Jacques podem ganhar armas elementais, mudando seu estilo de luta e permitindo acesso a ataques mágicos. Derrotar inimigos colhe almas, que quando absorvidas podem restaurar a saúde e a magia, ser usadas como moeda para a compra de munições e itens de saúde, e permitir que Samanosuke ou Jacques entrem em um estado Onimusha mais poderoso por um curto período de tempo. Se o jogador coletar determinados itens durante o jogo e completá-lo, Samanosuke poderá usar suas armas do primeiro jogo na próxima jogada. Armaduras com propriedades diferentes podem ser obtidas no jogo, mas requerem alguns itens para funcionar.
Durante certas partes da história, os jogadores também controlam Michelle, que depende de armas de fogo. Outro minijogo dá aos jogadores controle sobre o lanceiro Heihachiro. Ao contrário de Samanosuke e Jacques, Heihachiro e Michelle não possuem armas atualizáveis e não podem entrar no modo Oni.
A novidade neste jogo é o foco na viagem no tempo ao resolver quebra-cabeças. Por exemplo, se Samanosuke se deparar com uma porta no presente que está muito deteriorada para ser aberta, Jacques precisará abrir a porta no passado para que ela permaneça aberta para que Samanosuke progrida. As coisas que Samanosuke faz no presente não afetarão as coisas no passado, mas Ako é capaz de transferir alguns itens entre as duas linhas do tempo.

## Trama
Tendo retornado de dominar suas novas habilidades como Onimusha, Samanosuke Akechi retorna para lutar contra o exército Genma no Japão em 1582 enquanto luta para chegar ao Templo Honnō-ji para finalmente pôr fim a Nobunaga Oda. Embora Nobunaga tenha sido derrotado por Jubei Yagyu anos antes, devido ao fato de Jubei não possuir uma Manopla Oni para selar Nobunaga, isso permitiu que Genma o reanimasse. Embora Samanosuke derrote o pupilo de Nobunaga, Ranmaru Mori, ele é derrotado por Nobunaga. Antes que o Senhor Genma possa matá-lo, ele acaba sendo puxado através de um portal que se abriu abaixo dele. Samanosuke acorda em Paris no ano de 2004, onde ajuda um homem chamado Jacques Blanc na luta contra o exército Genma que iniciou sua invasão perto do Arco do Triunfo. O portal do tempo reaparece e teletransporta Jacques para o Japão feudal.
Samanosuke então conhece Michelle, namorada de Jacques, perto do Arco e segue em direção ao telhado. Ao longo de suas lutas, Samanosuke encontra brevemente um velho inimigo: o cientista Genma, Guildenstern. Guildenstern recuperou um dispositivo das ruínas Oni que, por meio de experimentação, gerou uma "distorção temporal" que trouxe ele e vários soldados Genma para o futuro. Ao estabelecer uma base em Mont-Saint-Michel, ele construiu um novo gerador de distorção temporal para trazer um grande exército Genma através do tempo e conquistar o futuro.
Jacques chega ao Japão do século 16, 10 dias antes do cerco ao Templo Honnō-ji e encontra um Samanosuke diferente. Ele também é recebido por um espírito Oni que lhe concede uma manopla com poderes Oni e lhe confia um espírito chamado Ako para ajudá-lo em sua busca. Samanosuke e Jacques devem impedir a invasão Genma no presente e no passado para retornar aos seus próprios períodos de tempo e desfazer os danos à linha do tempo. Em Paris de 2004, o Samanosuke do futuro se une a Henri, filho de Michelle e Jacques, para salvar a cidade da destruição, enquanto no Japão feudal, Jacques e o Samanosuke do passado lutam para combater as forças de Nobunaga. Ao longo de sua jornada, Jacques e Samanosuke do passado conhecem Tadakatsu Heihachirō Honda, que está ligado ao clã Oda. Heihachirō decide se juntar à causa de Samanosuke e Jacques. O Samanosuke do futuro também encontra o deslocado Ranmaru, que foi infundido com sangue Genma e está progressivamente se transformando em um guerreiro Genma.
Após várias batalhas, o Samanosuke do futuro consegue derrotar as forças Genma em 2004 ao derrotar Guildenstern e Genma Ranmaru. Enquanto isso, no Japão feudal, Heihachirō é morto pelo Ranmaru do passado e Jacques o vinga ao chegar ao Templo Honnō-ji. Jacques derrota Nobunaga e retorna ao seu tempo, onde Genma Ranmaru mata Henri. Jacques, depois de matar Ranmaru pela segunda vez, segura o corpo de Henri e sua manopla Oni se transforma em uma energia que entra em Henri e o revive da morte.
De volta ao Japão feudal, Nobunaga recupera e mata o Samanosuke do passado, mas o Samanosuke do futuro retorna ao seu tempo e absorve seu eu alternativo para assumir sua forma Onimusha. Após uma batalha no Genma Netherworld, Samanosuke derrota a forma Genma de Nobunaga antes de selar a alma do senhor da guerra na Manopla Oni. Samanosuke então inicia uma jornada com Ako para selar sua Manopla e garantir que Nobunaga nunca mais possa retornar.  Em um final alternativo (e canônico), Ako assume a forma humana para acompanhar Samanosuke.
Na cena final, é revelado que a morte de Nobunaga permite que seu ex-vassalo Tokichiro comece sua própria conquista do Japão como Toyotomi Hideyoshi com o Genma agora o apoiando, levando aos eventos de Onimusha: Dawn of Dreams.

## Desenvolvimento
Onimusha 3 foi anunciado em maio de 2003 como o último jogo da franquia. A série Onimusha foi originalmente concebida como uma trilogia com Onimusha 3 destinada a encerrar o enredo. A equipe por trás de Onimusha 3 já havia desenvolvido o primeiro jogo, Onimusha: Warlords. Os dois têm em comum o foco na ação já que Onimusha 2: Samurai's Destiny foi feito por outra equipe que implementou um foco maior na aventura.
Como Onimusha 2: Samurai's Destiny não vendeu bem no mercado ocidental, a Capcom decidiu fazer a próxima sequência com a ideia de atrair os jogadores ocidentais. O funcionário da Capcom, Ben Judd, estava cético se essa abordagem funcionaria. Como resultado, decidiram se ambientar em Paris para gerar um grande contraste com o Japão antigo. Nova York também foi sugerida por membros da equipe, mas acabou sendo decidido que a cidade já era usada em muitos jogos. A cidade também foi decidida porque Onimusha 2 teve as piores vendas da Europa, fazendo com que se concentrassem onde "perderam a guerra". A Capcom previu que este jogo venderia 700.000 cópias em todo o mundo até o final do ano fiscal após seu lançamento. Com o uso do cenário francês moderno, a história envolveu viagens no tempo que preocupou o produtor Keiji Inafune, pois poderia afetar negativamente o jogo se não fosse bem executado, mas Inafune ficou satisfeito com o produto final. O conceito do jogo era "o que um Samurai faria no mundo moderno e o que um policial moderno faria no mundo antigo".
Para se adequar ao cenário do jogo, a equipe escolheu o ator francês Jean Reno como modelo para o novo personagem Jacques. Além disso, para garantir que o jogo fosse realista, Reno trabalhou com a equipe da Capcom para fazer a captura de movimento e dublagem francesa de Jacques. Inafune comparou o papel de Reno com o trabalho de Takeshi Kaneshiro no primeiro jogo Onimusha, já que ambos os atores são famosos. Ao adicionar Reno, a equipe conseguiu atrair jogadores orientais e ocidentais. Kaneshiro também retornou à captura de voz e movimento de Samanosuke. O diretor Takashi Yamasaki e o diretor de ação de filmes em CG Donnie Yen foram convidados para ajudar na produção das cenas do filme do jogo, o que "ajudou imensamente" graças à sua experiência. Mais de cem membros da equipe trabalharam juntos na cena de abertura do jogo, que levou dois anos para ser concluída.
Como os dois primeiros jogos Onimusha foram projetados tendo em mente o PlayStation original, eles receberam cenários 2D. Em contraste, Onimusha 3 iniciou o desenvolvimento após o lançamento do PlayStation 2, e a equipe conseguiu desenvolver fundos 3D graças a um novo motor. Embora a equipe tenha enfrentado o desafio de tornar os planos de fundo 3D tão interessantes quanto os planos de fundo pré-renderizados, trabalhar parte do tempo no PlayStation 2 deu à equipe confiança no design do jogo. A versão japonesa do jogo tornou-se menos desafiadora do que as versões americana e europeia, com base no amplo público que a Capcom atraía no Japão.
Para o lançamento japonês de Onimusha 3, a fabricante de periféricos Hori lançou um cartão de memória especial com o tema Onimusha, o "Soul Controller", um controle DualShock de 38 polegadas em forma de espada tachi. Balançar o dispositivo faz com que o personagem do jogador faça o mesmo. Onimusha 3 foi coletado junto com seus dois antecessores e um guia de estratégia no Japão como parte de uma box set lançada pela Capcom em 22 de dezembro de 2004.
A Sourcenext portou Onimusha 3 para PC para um lançamento japonês em 8 de dezembro de 2005. A versão para PC foi posteriormente publicada pela Ubisoft para distribuição em varejistas europeus em 24 de fevereiro e em varejistas norte-americanos em 16 de março de 2006. Também foi publicado pela Capcom no software Steam da Valve em 22 de agosto de 2007. O jogo também foi lançado com seus dois antecessores na compilação Onimusha Essentials para a América do Norte em 2008.

## Pachislot
Uma máquina pachislot baseada no Onimusha 3 foi distribuída para salões no Japão em janeiro de 2005. Esta máquina foi adaptada para um videogame para PlayStation 2 intitulado Jissen Pachi-Slot Hisshouhou! Onimusha 3, lançado em 14 de julho do mesmo ano, publicado pela Sega.

## Recepção
Onimusha 3: Demon Siege estreou em primeiro lugar nas paradas de vendas japonesas, de acordo com a Famitsu. O jogo conseguiu vender 431.000 unidades na primeira semana. O jogo vendeu 569.275 unidades no Japão até o final do ano, tornando-se o décimo primeiro jogo mais vendido na região em 2004. Informações de vendas do NPD Group e Chart Track mostram que Onimusha 3: Demon Siege foi o décimo jogo mais vendido nos Estados Unidos e no Reino Unido durante a semana de seu lançamento. As vendas nas regiões da América do Norte foram consideradas "um tanto decepcionantes", com Jun Takeuchi da Capcom descobrindo que o trabalho da equipe não era suficiente para atrair os jogadores ocidentais. O vice-presidente de planejamento estratégico e desenvolvimento de negócios da Capcom, Christian Svensson, referiu-se a Onimusha 3 e Onimusha: Dawn of Dreams como jogos de menos sucesso do que os dois primeiros títulos Onimusha. Em maio de 2008, Onimusha 3 vendeu 1,5 milhão de cópias em todo o mundo.
O jogo obteve uma recepção crítica altamente positiva, com a GameRankings e Metacritic avaliando-o em 85 de 100. Os críticos geralmente se concentram nos controles aprimorados que permitem aos jogadores usar o analógico esquerdo do controle para se mover, em vez do direcional, melhorando o fluxo do combate. Outro elogio comum é a utilização do motor 3D que proporciona aos jogadores uma melhor visão das áreas do jogo. Por outro lado, a Eurogamer criticou a falta de inovação da franquia e a qualidade da dublagem que resultou em inconsistência com o personagem de Jacques. Jeremy Dunhan da IGN elogiou a história e o apelo duradouro do jogo proporcionado por seu conteúdo adicional. Greg Kasavin da GameSpot compartilhou uma visão semelhante com base em seu "forte", mas criticou algumas subtramas, como o relacionamento de Jacques com sua família ou o papel de Ako, como uma das maiores falhas da trama. Embora a Eurogamer tenha notado que há momentos em que a câmera não mostra um inimigo, a função de bloqueio pode remediar atacando os inimigos fora da tela. Os gráficos também foram bem recebidos pelos jornalistas, embora Kasavin esperasse uma maior interação com as áreas. Dunhan achou o áudio do jogo atraente graças ao elenco inglês, mas sentiu falta do áudio original em japonês.
A versão do jogo para PC recebeu pontuações consideravelmente mais baixas do que o jogo original do PS2, levando as médias mais baixas no GameRankings e Metacritic. Embora Kasavin tenha descoberto que a versão retém todos os elementos do jogo PS2, ele ainda observou que "parece um jogo antigo do PlayStation 2 portado às pressas para o PC". A Computer and Video Games reconheceu vários problemas, como baixa taxa de quadros e falta de efeitos sonoros, que resultaram no jogo sendo chamado de "conversão meia-boca para PC".

### Legado
Na produção de Resident Evil 4, o designer de jogos Shinji Mikami se inspirou em Demon Siege. Mikami sentiu que o jogo poderia ter sido melhor com um ângulo de câmera diferente atrás do personagem do jogador, inspirando a câmera sobre o ombro de Resident Evil 4. De acordo com Yoshinori Ono da Capcom, o motor 3D "levou o hardware do PS2 ao seu limite", resultando no desejo da Capcom de manter a mesma qualidade para seu jogo seguinte, Shadow of Rome. Inafune comentou que alguns jogadores não gostaram do jogo porque não o achavam um jogo de samurai adequado. Como resultado, o próximo jogo, Onimusha: Dawn of Dreams, seria ambientado no Japão antigo.
A GamesRadar listou o trabalho de Jean Reno como um dos oito papéis de celebridades impossíveis de levar a sério com base na fama do ator e em trabalhos anteriores. Por outro lado, a GameSpot o escolheu como finalista no prêmio "Melhor Uso de uma Celebridade" em sua lista dos melhores jogos de 2004. A revista PSM3 fez um artigo intitulado "Onimusha 3: Por que foi o auge da ação do PS2", onde elogiaram o jogo por sua profundidade na mecânica de combate e como ele envelheceu, apesar de manter câmeras fixas e uma progressão de nível linear. IGN também escolheu Onimusha 3 como "Jogo do Mês" em abril de 2004, bem como um dos jogos de PlayStation 2 mais bonitos. No Japan Game Awards de 2003 e 2004, Onimusha 3 recebeu o "Prêmio de Excelência".